# Tiberino Silvio

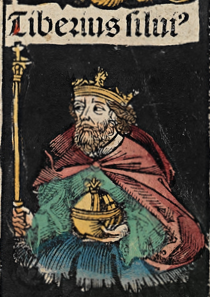
Tiberino Silvio según las Crónicas de Núremberg

Tiberino Silvio, o simplemente Tiberino, fue un rey de Alba Longa, según la mitología romana. Sucedió a Capeto II.
Vivió en el siglo X a. C.. Era hijo de Capeto II y nieto de Capis, que a su vez era hijo de Capeto I, hijo de Alba tataranieto de Eneas. 
Murió combatiendo cerca de un río, y su cuerpo fue arrastrado por éste. El río fue rebautizado como Tíber en su honor. Tuvo un hijo llamado Agripa, que le sucedió en el trono. Agripa fue padre del tirano Rómulo Silvio, padre de Aventino, tatarabuelo de Rómulo y Remo, y epónimo del monte Aventino, según los historiadores Tito Livio y Dionisio de Halicarnaso.
Tiberino reinó en Alba Longa durante 8 años.
| Predecesor: Capeto Silvio | Rey de Alba Longa c. 924 a. C. - c. 916 a. C. | Sucesor: Agripa |

## Genealogía
Eneas, hijo de Anquises y Venus, huyó junto a su familia a Italia. Ascanio, hijo de Eneas, fundó la ciudad de Alba Longa. Eneas se casa con Lavinia, de quien tiene a Silvio, sucesor de Ascanio. La mayoría de los descendientes de Silvio serán reyes de Alba Longa o reyes latinos. Silvio dejó un hijo, Eneas Silvio, sucedido por su hijo Latino Silvio. Este será padre de Alba, que tendrá un hijo llamado Atis o Capeto I. Atis fue abuelo de Capeto II por medio de su hijo Capis, y Capeto II fue el padre de Tiberino Silvio.
Los descendientes de Tiberino Silvio conocidos son los siguientes: Tiberino Silvio - Agripa Silvio - Aventino - Procas - Numitor y Amulio - Rea Silvia - Rómulo y Remo.